# Maurice Le Lannou
Maurice Le Lannou (Plouha, 8 maggio 1906 – Plouha, 3 luglio 1992) è stato un geografo francese, di origine bretone.
Studiò all'École normale supérieure di Parigi. Dalla metà degli anni '30 allo scoppio della guerra fece lunghi soggiorni in Sardegna per il suo dottorato in geografia umana, studiandovi i pastori e i contadini. Nell'isola tornerà poi diverse volte, fino alla morte, e ne scriverà spesso.
Nel 1945 divenne professore all'Università di Rennes, nel 1947 passò all'Università di Lione. Dal 1969 al 1976, al Collège de France occupò la cattedra di geografia del continente europeo. Collaborò con il quotidiano Le Monde e nel 1975 è stato eletto all'Académie des sciences morales et politiques. 
Soprattutto per il suo Pâtres et paysans de la Sardaigne (1941), Le Lannou è ritenuto uno dei maggiori studiosi della Sardegna, in  particolare della vita tradizionale delle campagne.

## Pubblicazioni
- Itinéraires de Bretagne, Paris, J.B. Baillière, 1938.
- Pâtres et paysans de la Sardaigne, Tours Arrault, 1941, 2e éd. française Cagliari, « La Zattera » 1971. Traduzione italiana: Pastori e contadini di Sardegna, Cagliari, Ed. della Torre, 1979.
- La Géographie humaine, Paris, Flammarion, Bibliothèque de Philosophie scientifique, 1949.
- Géographie de la Bretagne, Rennes, 1950-1952, 2 vol.
- Le Brésil, Paris, Armand Colin, 1955
- Europe, terre promise, Paris, Le Seuil, 1977. Traduzione italiana: Europa, terra promessa, Bergame, 1979.

### In italiano
- (IT) Maurice Le Lannou, Pastori e contadini di Sardegna, a cura di Manlio Brigaglia, 4ª ed., Edizioni Della Torre, 2006.